# Niflheim

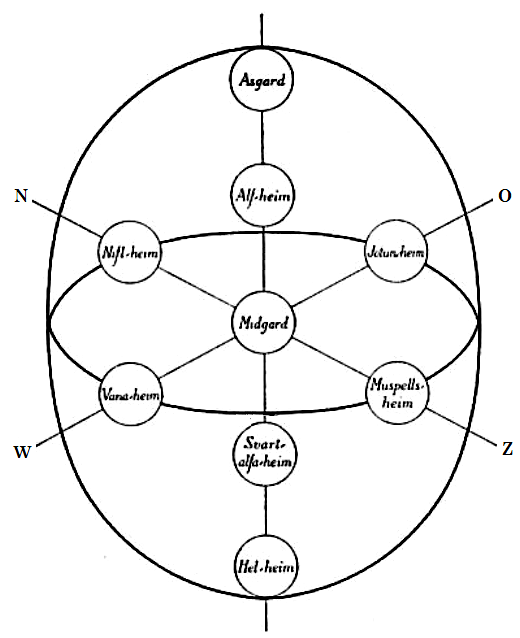
Zobrazení devíti světů severské mytologie.

Niflheim je v severské mytologii polární svět, který existoval již před stvořením světa. Představuje opak Múspelheimu. Je říší chladu, zimy, mlhy, temnoty a ledu. Ze studny Hvergelmi zde pramení dvanáct ledových řek. Do Niflheimu vedl jeden kořen jasanu Yggdrasilu. Pánem Země ledu je had (někdy také červ, nebo drak) Nidhöggr ("bijící, naplněný nenávistí"), symbol a zdroj všeho zla na světě. Ovíjí se kolem Stromu světa a bez ustání ohlodává jeho kořeny ve snaze co nejvíce ho poškodit (toto tvrzení se také neobjevuje vždy). Toto ohryzávání vyvolává zemětřesení. Každý den k němu slétne orel, který je přítelem bohů a hada napadá.